# Az Amerikai Virgin-szigetek a 2006. évi téli olimpiai játékokon
Az Amerikai Virgin-szigetek az olaszországi Torinóban megrendezett 2006. évi téli olimpiai játékok egyik részt vevő nemzete volt. Az országot az olimpián 1 sportágban 1 sportoló képviselte, aki érmet nem szerzett.

## Szánkó
Anne Abernathy részt vett a nyitóünnepségen a nemzeti zászlajával vonulva, de 1 nappal a szánkóverseny előtt eltörte a csuklóját, így nem tudott indulni a versenyszámában.
Női
| Versenyző      | Versenyszám | 1. futam   | 1. futam   | 2. futam | 2. futam | 3. futam | 3. futam | 4. futam | 4. futam | Összesítés | Összesítés |
| Versenyző      | Versenyszám | Idő        | Hely.      | Idő      | Hely.    | Idő      | Hely.    | Idő      | Hely.    | Idő        | Helyezés   |
| -------------- | ----------- | ---------- | ---------- | -------- | -------- | -------- | -------- | -------- | -------- | ---------- | ---------- |
| Anne Abernathy | Női egyes   | nem indult | nem indult | kiesett  | kiesett  | kiesett  | kiesett  | kiesett  | kiesett  | kiesett    | kiesett    |